# 周校
周校（16世紀—16世紀），廣東廣州府增城縣龜峯舖人，明朝政治人物。

## 生平
周校是嘉靖四十年（1561年）辛酉科廣東鄉試舉人，授涉縣教諭，任山東鄉試同考官，陞桂平知縣，回鄉後將俸祿所餘全部用作購買祀田，又建橋方便鄉民，得縣人稱頌。

## 引用
1. 1 2  民國《增城縣志·卷十九·人物二》：周瀹，字通叔，龜峯舖人，通敏好博覽，而尤邃於禮，中嘉靖癸卯舉人……長子校亦以禮經應試中辛酉舉人，署涉縣教諭，充山東鄉試同考官，擢遷桂平知縣，歸悉褒其俸祿所餘者置祀田，併建橋於其鄉以濟病涉者，邑人稱之，孫文輝亦官興化通判，蓋世其家學云。